# The Micragnous EP
The Micragnous EP è l'EP che segna il debutto discografico del team Sano Business.

## Tracce
Lato A
1. Bring It On ft. Leftside - 4:20 - (Musica: Bassi Maestro)
2. Sano Biz cronico ft. Lyricalz, Tormento - 4:08 - (Musica: Bassi Maestro)
3. Gioco di ruolo ft. CdB, Marya - 4:19 - (Musica: Dj Zeta)
4. Te ne accorgerai ft. Bassi Maestro 3:56 - (Musica: Hakeem)

Lato B
1. Bring It On - 5:56 - (strumentale)
2. Sano Biz cronico - 3:48 - (strumentale)
3. Gioco di ruolo - 4:20 - (strumentale)
4. Te ne accorgerai - 3:53 - (strumentale)